# بخش سیممز (شهرستان لارنس، اوهایو)
بخش سیممز (به انگلیسی: Symmes Township) یک منطقهٔ مسکونی در ایالات متحده آمریکا است که در شهرستان لارنس، اوهایو واقع شده‌است.
 بخش سیممز ۹۷٫۸ کیلومتر مربع مساحت و ۴۶۴ نفر جمعیت دارد و ۲۴۸ متر بالاتر از سطح دریا واقع شده‌است.